# Reconstrucción del Pleistoceno

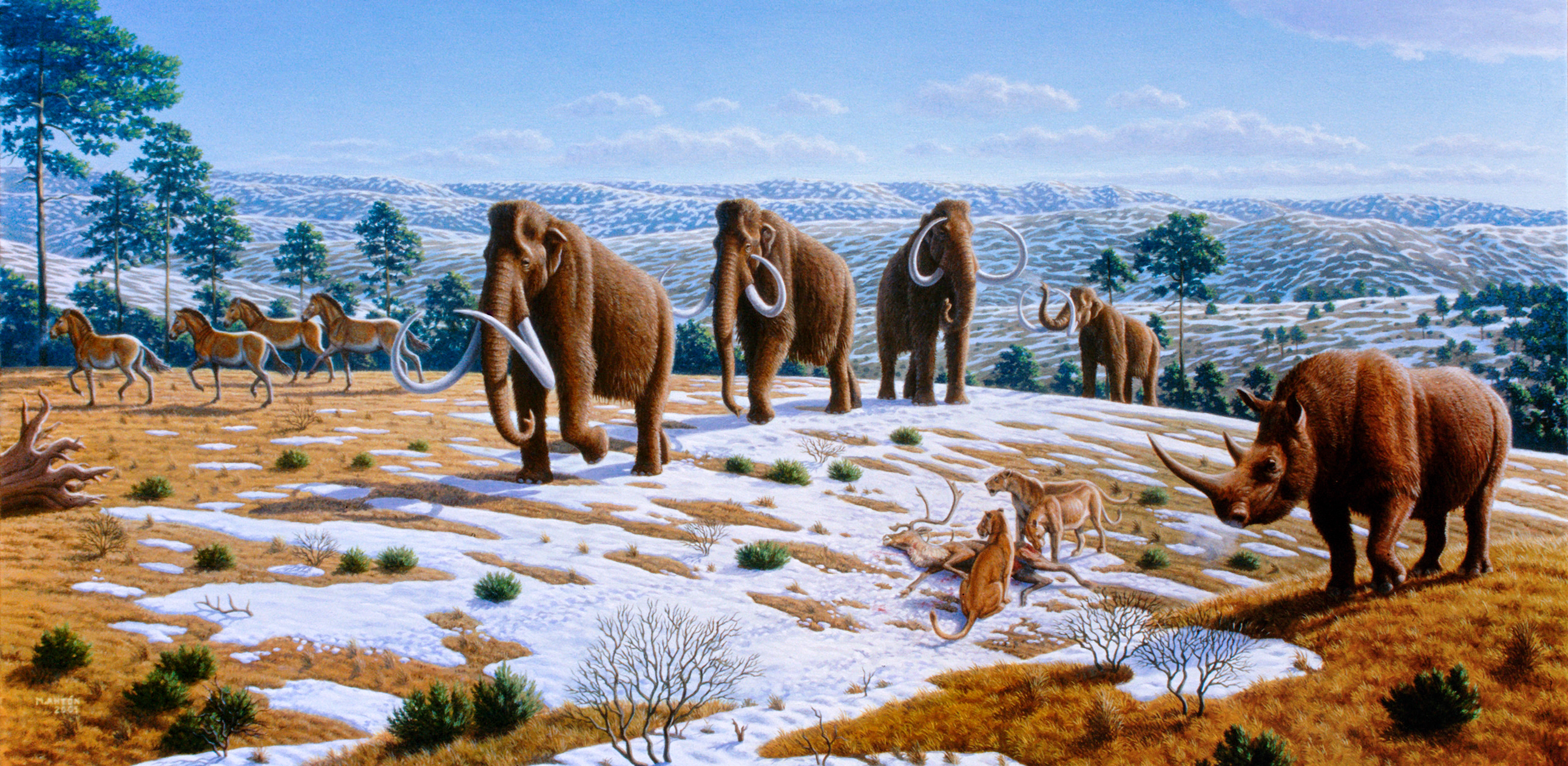
Megafauna de la estepa de mamuts del Pleistoceno

La reconstrucción del Pleistoceno es la defensa de la reintroducción de la megafauna existente del Pleistoceno, o los equivalentes ecológicos cercanos de la megafauna extinta. Es una extensión de la práctica de conservación de la resilvestración, que tiene como objetivo restaurar ecosistemas funcionales y autosostenibles a través de prácticas que pueden incluir la reintroducción de especies.
Hacia el final de la era del Pleistoceno (hace aproximadamente 13.000 a 10.000 años), casi toda la megafauna de Eurasia, Australia y América del Sur y América del Norte disminuyó hacia la extinción masiva, en lo que se ha denominado el evento de extinción del Cuaternario. Con la pérdida de grandes herbívoros y especies depredadoras, nichos importantes para el funcionamiento de los ecosistemas quedaron desocupados. En palabras del biólogo Tim Flannery, "desde la extinción de la megafauna hace 13.000 años, el continente ha tenido una fauna seriamente desequilibrada". Esto significa, por ejemplo, que los administradores de parques nacionales en América del Norte tienen que recurrir al sacrificio para mantener bajo control la población de ungulados.
Paul Schultz Martin (creador de la hipótesis de la exageración del Pleistoceno) afirma que las comunidades ecológicas actuales en América del Norte no funcionan adecuadamente en ausencia de megafauna, porque gran parte de la flora y fauna nativas evolucionaron bajo la influencia de grandes mamíferos.